# Maria Claudia Ioannucci
Maria Claudia Ioannucci (L'Aquila, 27 giugno 1949) è una politica italiana, senatrice della Repubblica per la XIV legislatura.

## Biografia
Nata all'Aquila nel 1949, si laureò in giurisprudenza, diventando avvocata; insegnò successivamente diritto amministrativo comunitario presso l'Università degli Studi dell'Aquila. Nel febbraio 1998 fu nominata dal governo Prodi I membro del consiglio di amministrazione di Poste italiane, carica ricoperta fino al 2001. Alle elezioni politiche del 2001 fu eletta al Senato della Repubblica con Forza Italia per la XIV legislatura; durante il suo mandato fu membro della Giunta per il regolamento, della 1ª Commissione permanente (Affari Costituzionali), della 3ª Commissione permanente (Affari esteri, emigrazione) e della Commissione speciale per l'esame di disegni di legge di conversione di decreti-legge. Dopo la fine del mandato parlamentare, nel 2006, ha continuato le professioni precedenti, venendo poi nuovamente nominata dal 2011 al 2013 nel consiglio di amministrazione di Poste italiane dal governo Berlusconi IV. Nel novembre 2013 ha fatto discutere la sua acquisizione di una quota societaria del giornale l'Unità, storico quotidiano di sinistra, pur essendo stata eletta in Senato con il centro-destra, chiuso poi dopo pochi mesi, nell'agosto 2014.